# 拉孔达米讷
拉孔达米讷 是摩納哥親王國的中央行政区。 它的地标包括赫庫勒港、兰尼埃三世海堤及安托瓦内公主公园。武器广场的农夫市场始建于1880年 ，是当地具有十分“地道摩纳哥风情”的市场。

## 地理位置

摩纳哥行政区划图，拉孔达米讷编号05

广义上拉孔达米讷是四个传统区quartiers之一。然而，在现代的是个区（"Wards of Monaco"）当中，拉孔达米讷还包括现代的区（Wards）：Moneghetti, Les Revoires, and La Colle.

## 历史和特色
名字来自于中世纪，意思是村落或城堡脚下可耕作的土地。
扩建的拉孔达米讷埃尔屈勒港（Port Hercule）扩大了(0.02 sq mi) or (0.03 km²)，2010年完工。
摩纳哥赛道的一部分蜿蜒通过本区以及码头的一部分。
摩纳哥大公的游艇通常停放在拉孔达米讷区最大的码头：埃尔屈勒港.

## 图片

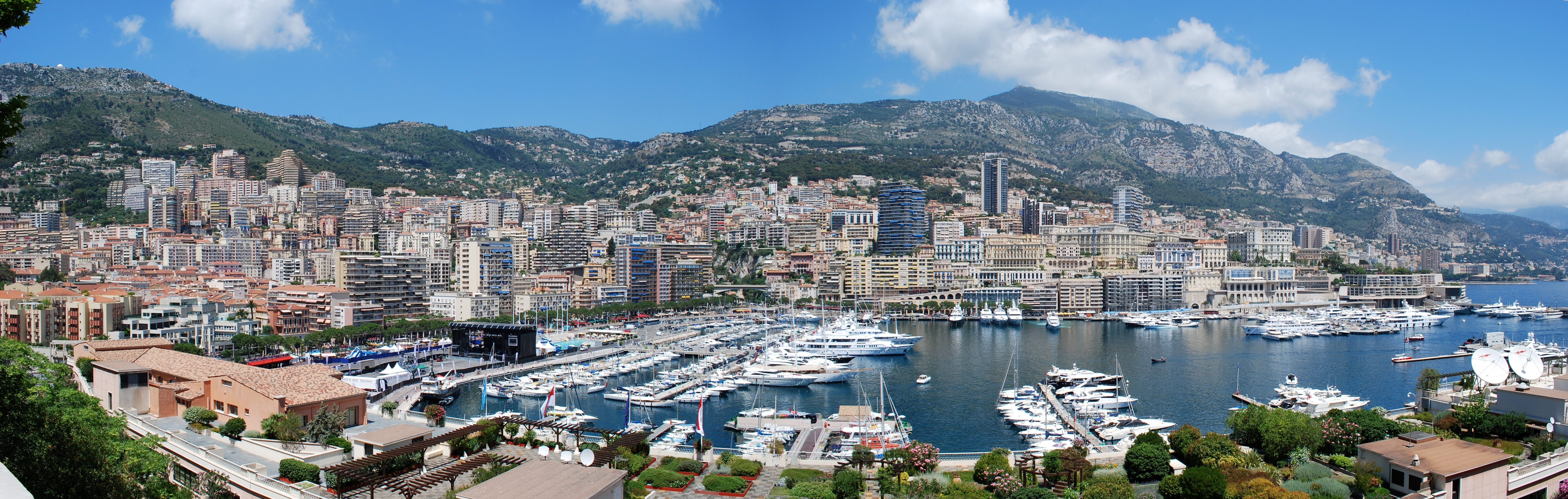
拉孔达米讷